# Moncey
Cet article concerne la commune du Doubs. Pour le maréchal du Premier Empire, voir Bon Adrien Jeannot de Moncey. Pour le quartie de Lyon, voir Moncey (Lyon).
Moncey est une commune française située dans le département du Doubs, la région culturelle et historique de Franche-Comté et la région administrative Bourgogne-Franche-Comté.
Moncey fait partie de la communauté de communes du Doubs Baumois. Les habitants de la commune sont les Moncéens et Moncéennes.

## Géographie
Le village est établi dans la vallée de l'Ognon à l'extérieur d'un méandre de la rivière en rive gauche.

### Toponymie
Moncey en 1073 ; Monces en 1287 ; Monceis en 1340 ; Monscel en 1413 ; Moncelx en 1417 ; Moncel en 1464 ; Montcey en 1580 ; Moncey en 1550.
Situation : 8 km au nord de Marchaux,10 km au nord-est de Devecey, 20 km de Besançon.
Altitude : 233 mètres

### Climat
Pour des articles plus généraux, voir Climat de la Bourgogne-Franche-Comté et Climat du Doubs.
En 2010, le climat de la commune est de type climat de montagne, selon une étude du Centre national de la recherche scientifique s'appuyant sur une série de données couvrant la période 1971-2000. En 2020, Météo-France publie une typologie des climats de la France métropolitaine dans laquelle la commune est exposée à un climat semi-continental et est dans la région climatique  Jura, caractérisée par une forte pluviométrie en toutes saisons (1 000 à 1 500 mm/an), des hivers rigoureux et un ensoleillement médiocre. 
Pour la période 1971-2000, la température annuelle moyenne est de 10,7 °C, avec une amplitude thermique annuelle de 17,5 °C. Le cumul annuel moyen de précipitations est de 1 069 mm, avec 12,6 jours de précipitations en janvier et 9,9 jours en juillet. Pour la période 1991-2020, la température moyenne annuelle observée sur la station météorologique de Météo-France la plus proche, « Pouligney », sur la commune de Pouligney-Lusans à 7 km à vol d'oiseau, est de 10,9 °C et le cumul annuel moyen de précipitations est de 1 214,6 mm. 
La température maximale relevée sur cette station est de 40 °C, atteinte le 25 juillet 2019 ; la température minimale est de −23 °C, atteinte le 20 décembre 2009,,. 
Les paramètres climatiques de la commune ont été estimés pour le milieu du siècle (2041-2070) selon différents scénarios d'émission de gaz à effet de serre à partir des nouvelles projections climatiques de référence DRIAS-2020. Ils sont consultables sur un site dédié publié par Météo-France en novembre 2022.

## Urbanisme

### Typologie
Au 1er janvier 2024, Moncey est catégorisée commune rurale à habitat dispersé, selon la nouvelle grille communale de densité à 7 niveaux définie par l'Insee en 2022.
Elle est située hors unité urbaine. Par ailleurs la commune fait partie de l'aire d'attraction de Besançon, dont elle est une commune de la couronne,. Cette aire, qui regroupe 310 communes, est catégorisée dans les aires de 200 000 à moins de 700 000 habitants,.

### Occupation des sols
L'occupation des sols de la commune, telle qu'elle ressort de la base de données européenne d’occupation biophysique des sols Corine Land Cover (CLC), est marquée par l'importance des forêts et milieux semi-naturels (54,6 % en 2018), une proportion sensiblement équivalente à celle de 1990 (55,3 %). La répartition détaillée en 2018 est la suivante : 
forêts (54,6 %), zones agricoles hétérogènes (32,1 %), zones urbanisées (10 %), terres arables (3,1 %), eaux continentales (0,2 %), milieux à végétation arbustive et/ou herbacée (0,1 %). L'évolution de l’occupation des sols de la commune et de ses infrastructures peut être observée sur les différentes représentations cartographiques du territoire : la carte de Cassini (XVIIIe siècle), la carte d'état-major (1820-1866) et les cartes ou photos aériennes de l'IGN pour la période actuelle (1950 à aujourd'hui).

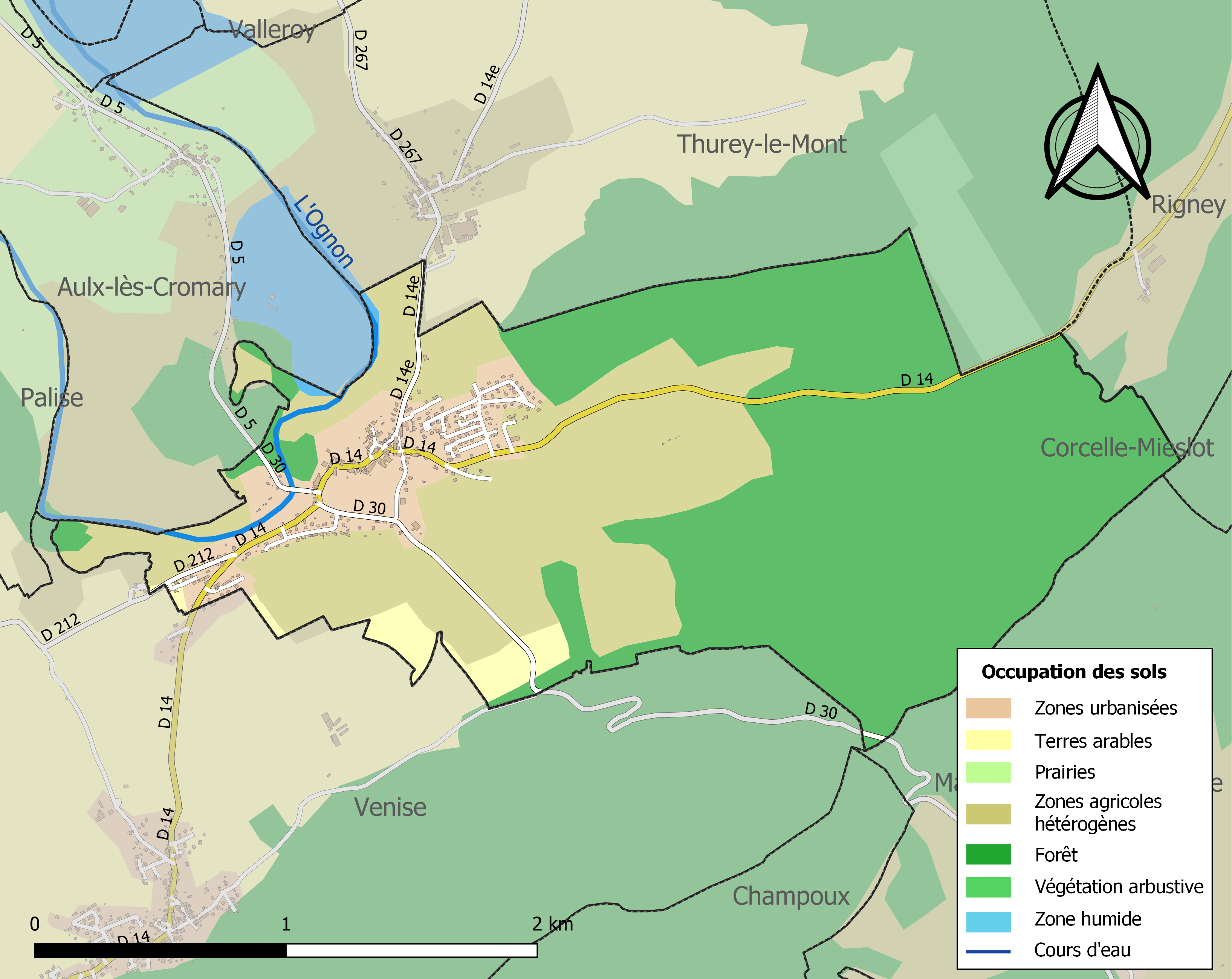
Carte des infrastructures et de l'occupation des sols de la commune en 2018 (CLC).

## Démographie
L'évolution du nombre d'habitants est connue à travers les recensements de la population effectués dans la commune depuis 1793. Pour les communes de moins de 10 000 habitants, une enquête de recensement portant sur toute la population est réalisée tous les cinq ans, les populations de référence des années intermédiaires étant quant à elles estimées par interpolation ou extrapolation. Pour la commune, le premier recensement exhaustif entrant dans le cadre du nouveau dispositif a été réalisé en 2004.

En 2022, la commune comptait 629 habitants, en évolution de +11,72 % par rapport à 2016 (Doubs : +1,88 %, France hors Mayotte : +2,11 %).
| 1793 | 1800 | 1806 | 1821 | 1831 | 1836 | 1841 | 1846 | 1851 |
| ---- | ---- | ---- | ---- | ---- | ---- | ---- | ---- | ---- |
| 225  | 178  | 169  | 171  | 158  | 176  | 176  | 195  | 196  |

| 1856 | 1861 | 1866 | 1872 | 1876 | 1881 | 1886 | 1891 | 1896 |
| ---- | ---- | ---- | ---- | ---- | ---- | ---- | ---- | ---- |
| 153  | 173  | 174  | 192  | 185  | 185  | 208  | 252  | 221  |

| 1901 | 1906 | 1911 | 1921 | 1926 | 1931 | 1936 | 1946 | 1954 |
| ---- | ---- | ---- | ---- | ---- | ---- | ---- | ---- | ---- |
| 225  | 230  | 225  | 203  | 270  | 289  | 301  | 256  | 266  |

| 1962 | 1968 | 1975 | 1982 | 1990 | 1999 | 2004 | 2006 | 2009 |
| ---- | ---- | ---- | ---- | ---- | ---- | ---- | ---- | ---- |
| 262  | 233  | 217  | 349  | 363  | 379  | 415  | 459  | 488  |

| 2014 | 2019 | 2022 | - | - | - | - | - | - |
| ---- | ---- | ---- | - | - | - | - | - | - |
| 538  | 609  | 629  | - | - | - | - | - | - |

## Culture locale et patrimoine

### Lieux et monuments
- Le château du maréchal Moncey, propriété du Maréchal Moncey, inscrit aux monuments historiques en 1990.
- L'église de la Nativité-de-la-Sainte-Vierge qui date du XVIIIe siècle.
- Le lavoir construit en 1873 et restauré en 1997.
- La vallée de l'Ognon avec le barrage et le pont.

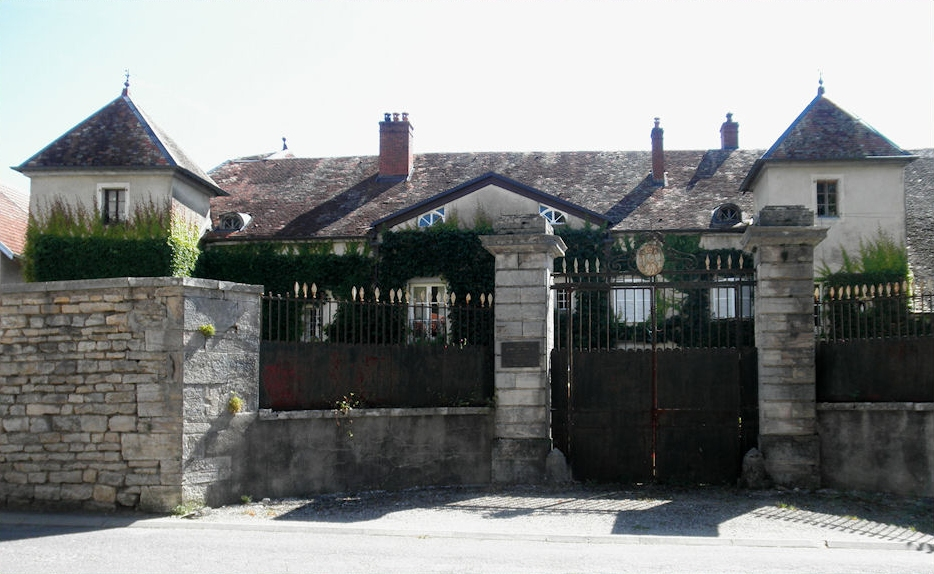
Le château.
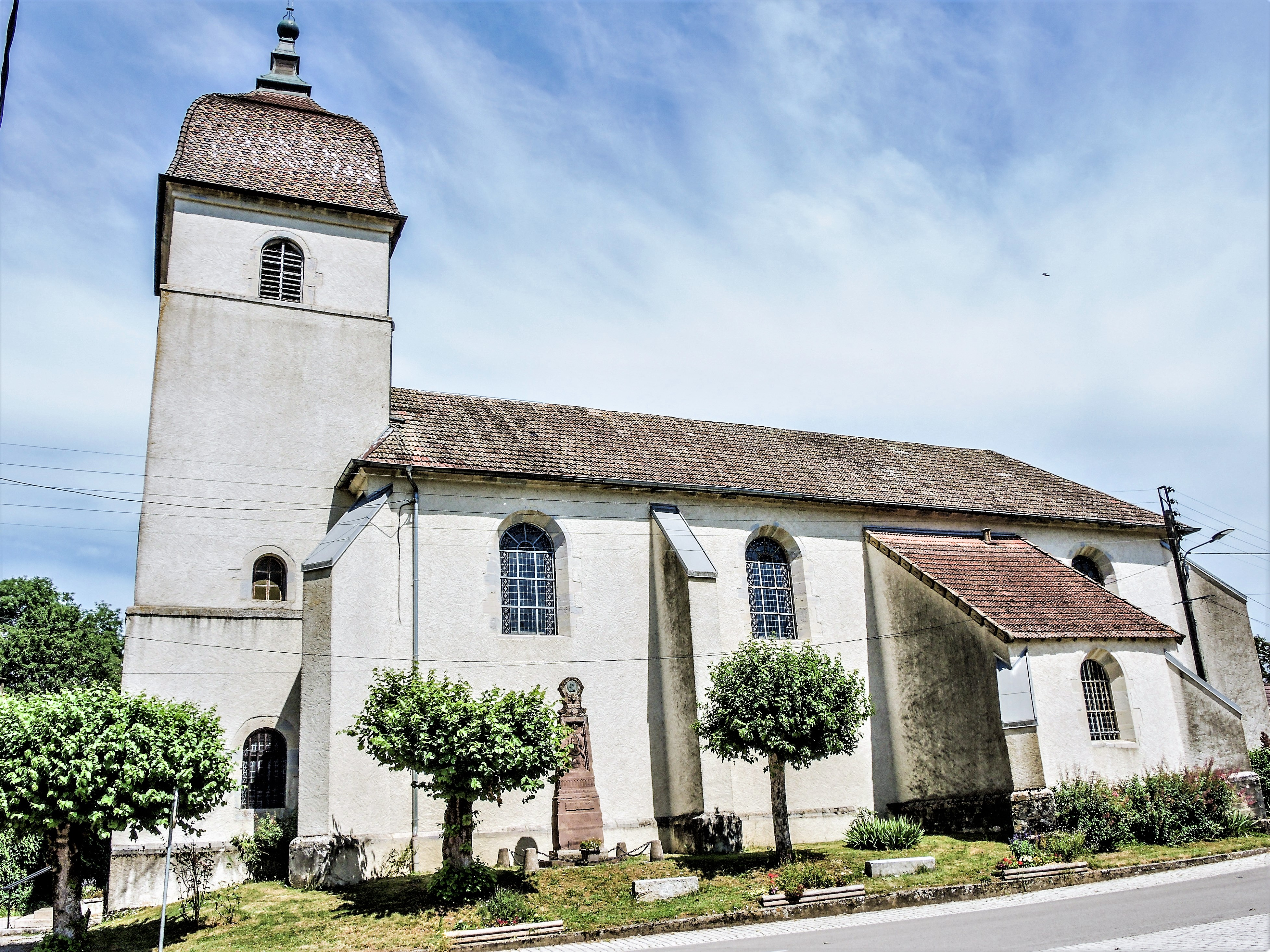
L'église.
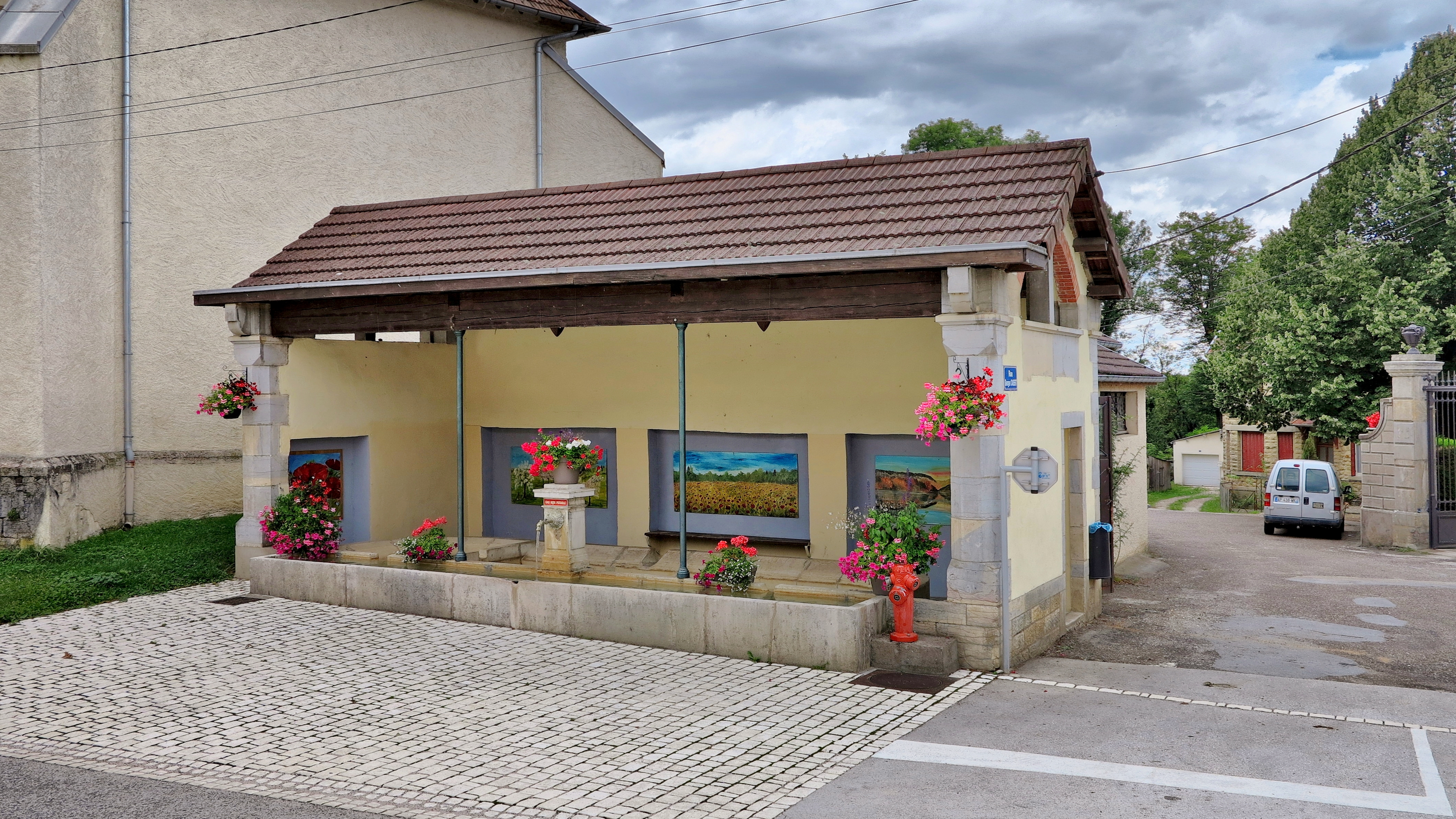
Le lavoir-abreuvoir.
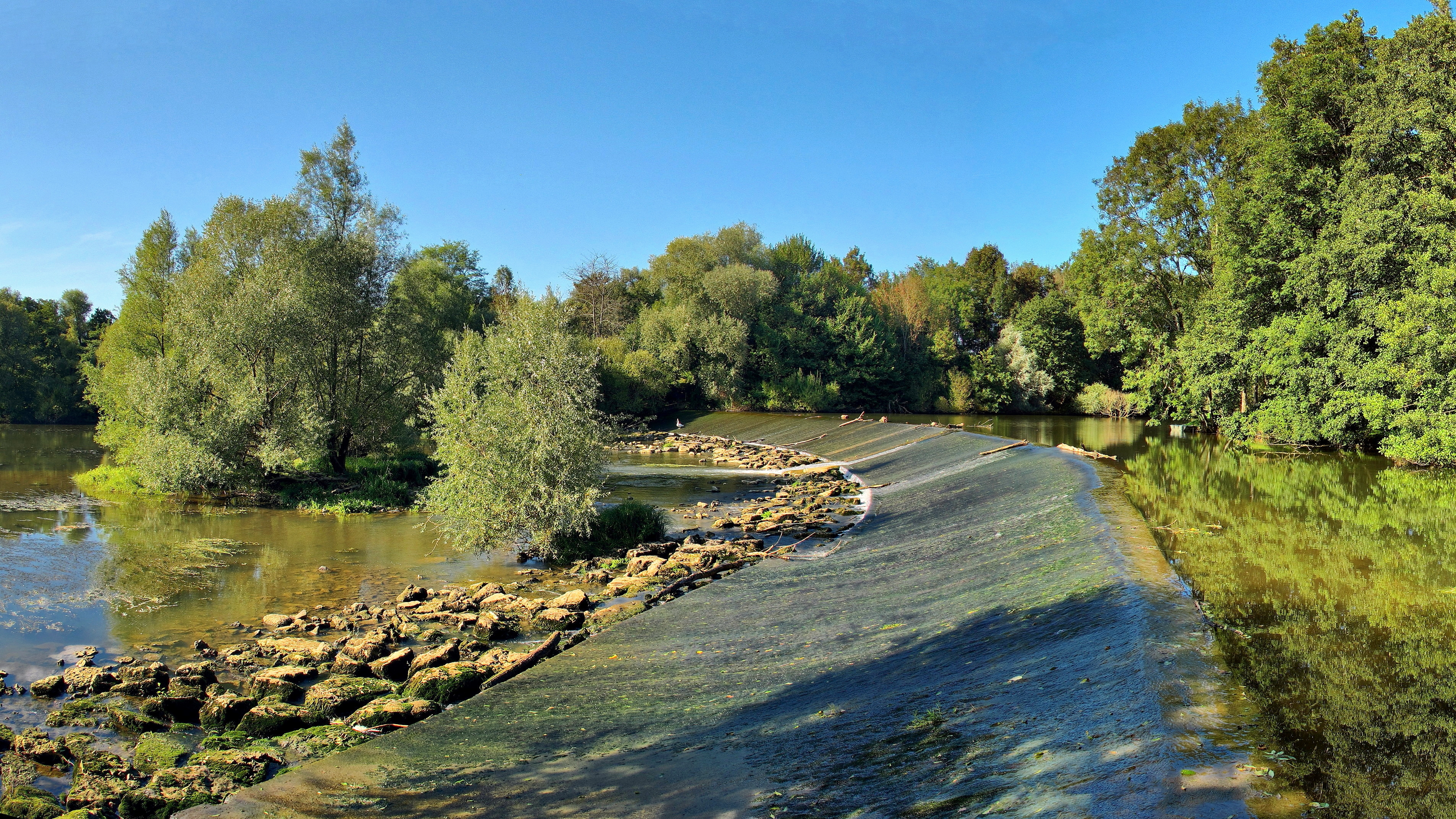
Le barrage sur l'Ognon.
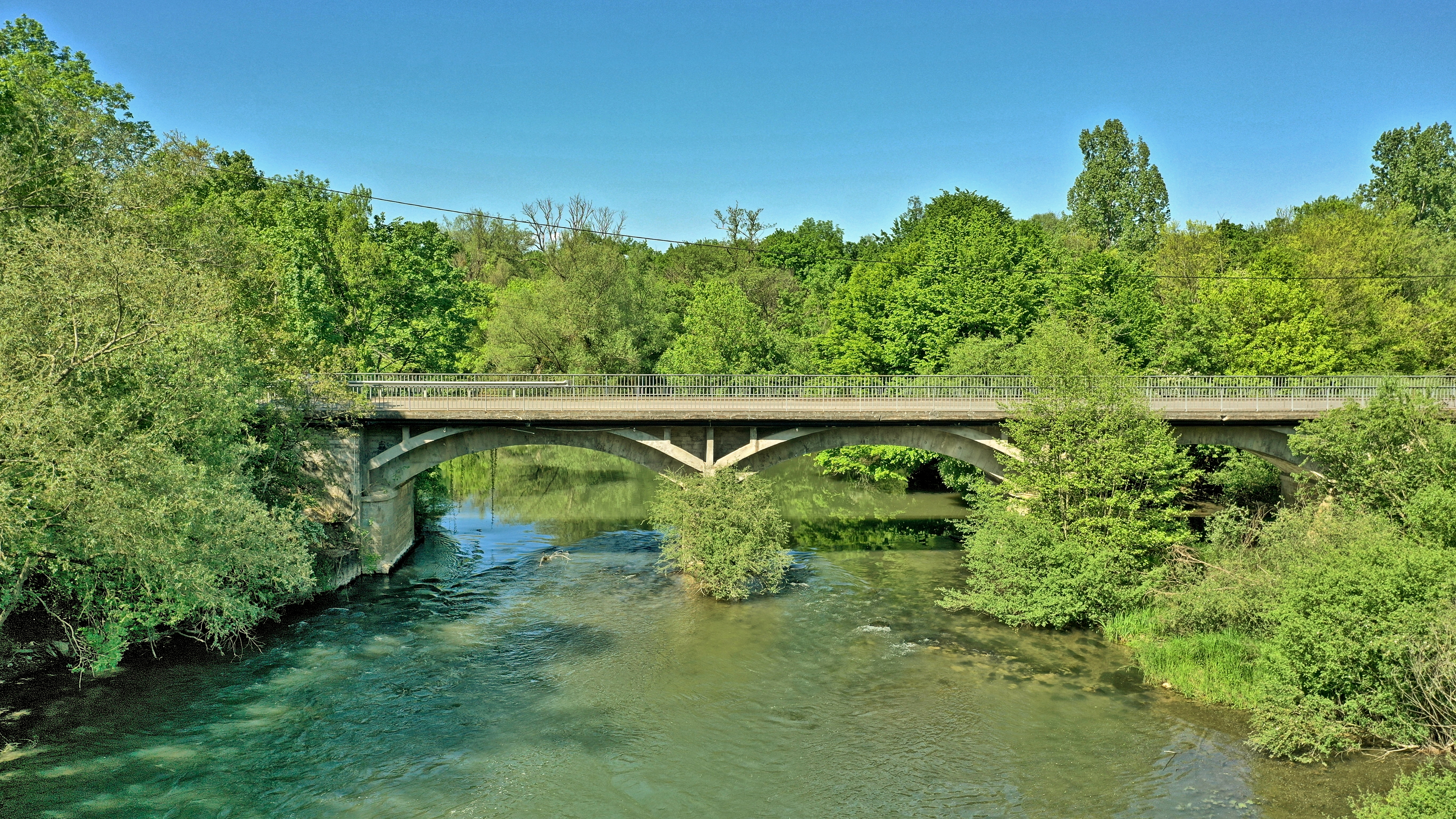
Le pont sur l'Ognon.

### Personnalités liées à la commune
- Bon Adrien Jannot de Moncey (1754-1842), maréchal d'Empire.

### Héraldique
| Blason de Moncey | Blason  | Taillé : au 1er mi-taillé d'azur semé de billettes d'or à un lion couronné du même, armé et lampassé de gueules, au 2d de gueules à une roue de moulin d'or.           |
| Blason de Moncey | Détails | Le statut officiel du blason reste à déterminer. |
| Blason de Moncey | Alias   | D'or à une enclume de gueules surmontée d'un marteau contourné et posé en fasce, le tout de gueules ; au chef d'azur à un triskel d'argent amputé de sa jambe du chef. |